# Epicnistis
Epicnistis là một chi bướm đêm thuộc họ Gracillariidae.

## Các loài
- Epicnistis euryscia Meyrick, 1906